# Roberto Figueroa (futbolista uruguayo)
Roberto Figueroa (20 de marzo de 1904 - 24 de enero de 1989) fue un futbolista uruguayo, que jugaba como delantero.

## Trayectoria a nivel de clubes
Debutó en 1921 en el equipo de Uruguay Onward, donde jugaría hasta el año siguiente. 
En 1923 pasa al Atlético Wanderers, club formado a partir de la escisión del Montevideo Wanderers Fútbol Club que militaba en la Federación Uruguaya de Football. Es campeón del torneo organizado ese año por dicha federación, convirtiendo un gol en el partido decisivo frente a Peñarol.
En 1924 se incorpora al Club Nacional de Football, donde conquista el Campeonato Uruguayo de ese año (el de la Asociación Uruguaya de Fútbol). A fines de ese año regresa al Atlético Wanderers (que continuaba en la FUF). Continuaría en este club hasta la reunificación de la FUF con la AUF en 1926, pasando entonces a formar parte del Montevideo Wanderers Fútbol Club. En este club jugaría hasta su retiro en el año 1936, ganando en 1931 el Campeonato Uruguayo.

## Selección nacional
Debuta con la celeste en 1921 en un amistoso frente a Paraguay. En 1922 no juega ningún partido con la selección. En 1923 al enrolarse a un equipo de la Federación Uruguaya de Football (en ese momento el fútbol uruguayo se encontraba dividido) es citado para dos partidos amistosos con la selección de la federación disidente (estos partidos no son reconocidos por la FIFA).
En 1924 está por unos meses en un equipo que formaba parte de la Asociación Uruguaya de Fútbol, por lo que puede ser citado para la selección oficial, disputando la Copa Newton. A fines de ese año vuelve al Atlético Wanderers, donde estaría hasta 1926, razón por la cual no puede formar parte de la selección.
En 1926, al reunificarse el fútbol uruguayo, es citado a la preselección para el Campeonato Sudamericano 1926 pero finalmente no forma parte de ese campeonato. En 1927 juega el Campeonato Sudamericano 1927, siendo titular los tres partidos del torneo y coronándose como uno de los goleadores con 3 tantos.
En 1928 es campeón olímpico. En ese torneo juega únicamente la segunda final frente a Argentina, partido en el que marca el primer gol.
En 1929 forma parte del plantel uruguayo que disputó el Campeonato Sudamericano 1929, aunque no jugó ningún partido. Ese mismo año juega un partido amistoso y no vuelve a ser citado hasta diciembre de 1933, cuando juega frente a Argentina su último partido defendiendo a Uruguay.
En total jugó 9 partidos y marcó 6 goles con su selección.

## Palmarés

### Torneos nacionales
| Título              | Club                 | País    | Año  |
| ------------------- | -------------------- | ------- | ---- |
| Campeonato Uruguayo | Nacional             | Uruguay | 1924 |
| Campeonato Uruguayo | Montevideo Wanderers | Uruguay | 1931 |

### Torneos internacionales
| Título                     | Equipo               | Sede      | Año  |
| -------------------------- | -------------------- | --------- | ---- |
| Medalla de oro en los JJOO | Selección de Uruguay | Ámsterdam | 1928 |